# ピーナッツ・ホール
座標: 北緯55度30分 東経149度30分 / 北緯55.500度 東経149.500度

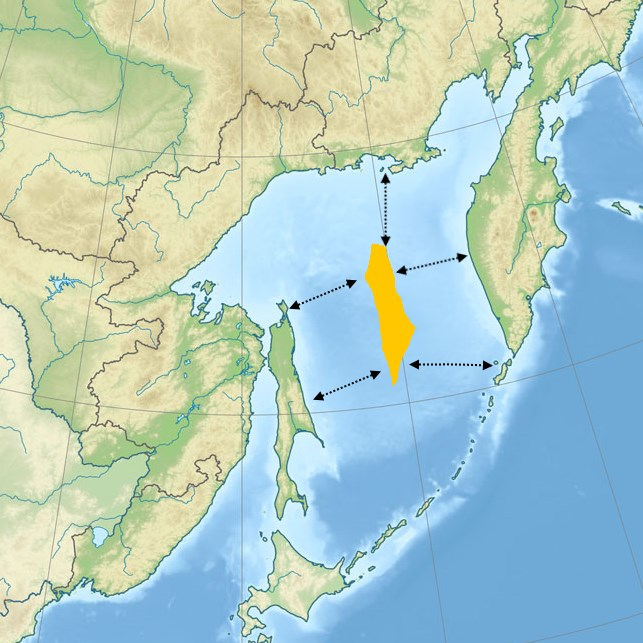
ピーナッツ・ホールの位置と範囲

ピーナッツ・ホール（英語: Peanut Hole）は、2014年までオホーツク海の中心部にあった公海。ピーナッツ海域、オホーツク公海ともいう。1991年から2014年にかけて、その扱いは国家間の論争の的になったが、2014年3月以降はその海底と下層土は正式にロシアの大陸棚の一部となった。
ピーナッツ・ホールという名はそのピーナッツ状の形にちなんでおり、概ね東経148 - 151度、北緯51 - 56度で囲まれる、東西55キロ、南北480キロ、広さにして46,000平方キロ（オホーツク海の約3パーセント）の領域である。水深は北部でおよそ500メートル、南に向かい次第に急斜面となって1,000メートルを超すが、南西部は大陸棚斜面に向いて比較的浅くなる。ここはカムチャツカ半島、千島列島、樺太、ロシア本土（ハバロフスク地方、マガダン州）それぞれの海岸から延びるロシアの排他的経済水域 (EEZ) に囲まれているが、どの海岸からも200海里以上離れているため、ロシアの本来のEEZになっていなかった。
1980年代前半にアメリカが200海里内での外国漁船の操業を締め出すと、スケトウダラの漁場を求めてそれらの漁船は米ソのEEZの狭間にあるドーナッツ・ホール（ベーリング公海）の開発に乗り出した。しかし1980年代末にはここも漁業資源の枯渇が問題となり米ソ間で漁業規制の協議が行われ、1993年以降は各国が自主的にドーナッツ・ホールでの操業を停止する合意が1992年にとられた。これによりピーナッツ・ホールは太平洋北洋で自由に操業できる最後の漁場となり、韓国、ポーランド、中国などのトロール船が殺到するようになった。1991年にはピーナッツ・ホールで大規模に漁を行う国が現れ、1992年には100万トンものスケトウダラがここで漁獲されたと見積もられる。魚はロシアのEEZからピーナッツ・ホールへ行き来できるため、この状況はロシアの漁業資源に悪影響をもたらすとロシア連邦はみなした。（こうした魚類資源をストラドリング・ストック（straddling stock、EEZをまたいだ魚類資源）という。）
ポーランドのスーパートロール船39隻がオホーツク海の中央部に突進し、韓国の大型トロール船9隻と中国の総出の漁船団が後に続いた。やや遅れて、日本、パナマ、ブルガリア、ウクライナの船団が現れた。乱痴気騒ぎが始まった。国際的な漁業規定を守りたがらない外国の漁師たちは、北の海の幸を根こそぎにする蛮行に取り掛かった。—エレーナ・マトヴェイエワ『オホーツク海での軍事衝突の瀬戸際』モスクワ・ニュース・ウィークリー
1993年に中国、日本、ポーランド、ロシア、韓国は、スケトウダラの資源が回復するまでピーナッツ・ホールでの操業を停止することで合意したが、いずれ回復した後にどうするかの取り決めはしなかった。
ロシア連邦は、ピーナッツ・ホールをロシアの大陸棚の一部と宣言するよう国際連合に請願した。2013年11月、国連の小委員会はロシアの主張を認め、2014年3月に国連の大陸棚限界委員会はロシア連邦を支持する裁定を下した。